# Назарово (Рыбинский район)
Наза́рово — деревня в Рыбинском районе Ярославской области.
Является центром Назаровского сельского поселения.
Деревня расположена на левом берегу Волги на юго-восточной окраине Рыбинска, с северной стороны от левобережной дороги Рыбинск — Тутаев (основная дорога на Рыбинск-Тутаев проходит по другому, правому берегу). Эта дорога является основной транспортной магистралью, связывающей деревни Назаровского сельского поселения. Деревня расположена на пологом склоне, спускающемся в сторону Волги, берег которой удален от деревни на расстояние около 1 км.
Сама деревня стоит на берегах ручья, на современной карте не названного. Этот ручей впадает в пруд, расположенный к северу от дороги Рыбинск — Тутаев. Ниже по склону, с южной стороны дороги песчаные Назаровские карьеры, на дне которых также образовались пруды. Назаровские карьеры популярны среди жителей деревни и рыбинцев как место для купания и рыбалки.
Выше по течению ручья, на другом его берегу, но практически сливаясь с Назаровым стоит деревня Ивановское. Ещё выше по течению на расстоянии около 1 км на левом берегу стоит деревня Оборино. Восточнее деревни протекает река Сундоба, левый приток Волги и её притоки. На них на расстоянии около 1 км стоят деревни Галзаково и Протасово.
Южнее деревни расположен крупный дачный массив «Дружба».
Деревня Назарова указана на плане Генерального межевания Рыбинского уезда 1792 года. Там же протекающий через деревню ручей назван Хрешовка и он впадает в Волгу.
Постоянное население на 1 января 2007 года — 447 человек.
Деревня делится ручьем на две части, в каждую из которых имеется отдельный заезд с автодороги Рыбинск-Тутаев. Восточная часть, расположенная на левом берегу ручья, состоит из застройки «деревенского» типа с частными деревянными избами вдоль извилистых улиц, в основном параллельных автодороге. Газифицирована в 2000-е годы. Севернее жилого сектора располагается основное предприятие Назарова — молочная ферма ЗАО «8 марта».
Западная часть, расположенная на правом берегу ручья, состоит из жилых домов, построенных совхозом (ныне ЗАО «8 марта») для своих работников в 1970—1990 гг. Застройка включает в себя кирпичные многоквартирные дома высотой 2 этажа и кирпичные одноквартирные коттеджи с участком. Жилые дома газифицированы, подключены к водопроводу и центральной канализации, многоквартирные дома отапливаются от угольной котельной (в 2014 г. переведена на газ). Имеется асфальтированный подъезд с трассы Рыбинск-Тутаев. Через западную часть проходит дорога в деревни Ивановское и Оборино. В западной части Назарова располагаются администрация Назаровского сельского поселения, детский сад, медпункт, дом культуры, несколько небольших магазинов. На северо-западе находится недостроенная школа.
С середины 2010-х годов в Назарове активно развивается индивидуальное жилищное строительство пригородного типа, обусловленное близостью деревни к городу Рыбинску, хорошей транспортной доступностью и инфраструктурой. В западной части деревни строится жилой комплекс «Назарово» — крупный коттеджный поселок с полным комплектом централизованных коммуникаций (газ, водопровод, центральная канализация). Кроме того, активное строительство частных домов ведется в юго-восточной части деревни возле Назаровских карьеров.